# نكلوديون (البرازيل)
نيكلوديون البرازيل (بالإسبانية:Nickelodeon Brasilia) هي قناة تلفزيونية تبث في دول أمريكا الوسطى وأمريكا الجنوبية باللغة الإسبانية والبرتغالية والألمانية تقوم بعرض مسلسلات من إنتاج استوديوهات نكلوديون للرسوم المتحركة و إنتاجات أخرى مثل سبونجبوب وإلى بليك!

## البرامج
- سبونج بوب
- الوالدان السحريان
- سلاحف النينجا
- سينجاي و كريغ
- غزو الأرانب
- هارفي بيكس
- بيغ غوات بانانا و كريكيت
- إلى بليك!
- الفين و السناجب